# Dia do Esperanto

Dia do Esperanto (em Esperanto: Esperantotago , não confundir Dia de Zamenhof) é a comemoração do aniversário da publicação do Unua Libro que ocorreu em 26 de julho de 1887 de acordo com o calendário gregoriano (14 de julho 1887 de acordo com o russo calendário juliano).